# Free Like The Wind
«Free Like The Wind» (en español: «Libre como el viento») es una canción del cantante alemán Alexander Klaws. Escrito y producido por  Dieter Bohlen, fue lanzado como el primer sencillo de su segundo álbum Here I Am. El tema aparece en la banda sonora de la película para televisión Held der Gladiatoren. Se vendieron más de 300 000 copias del sencillo.

## Premios
- Alemania: Disco de platino
- Austria: Disco de oro

## Créditos
- Letra: Dieter Bohlen
- Música: Dieter Bohlen
- Productor: Dieter Bohlen
- Arreglos: Lalo Titenkov
- Coros: Anja Mahnken, Madeleine Lang, Chris Bendorff y Billy King
- Guitarra: P. Weihe
- Mezcla: Jeo@jeopark
- Diseño de Arte: Reinsberg
- Fotografía: Fryderyk Gabowicz
- Distribución: BMG

## Lista de canciones
CD-Maxi Hansa / 19 82876 56302 2 (BMG) / EAN 0828765630221	29.10.2003
1. «Free Like The Wind» (Radio Versión)  3:47
2. «Free Like The Wind» (Versión orquestal)  3:46
3. «Free Like The Wind» (Versión instrumental)  3:45
4. «Like A Hero»  3:37

## Posicionamiento en listas
| Lista (2003)                          | Máxima posición |
| ------------------------------------- | --------------- |
| Alemania (Offizielle Deutsche Charts) | 1               |
| Austria (Ö3 Austria Top 40)           | 2               |
| Suiza (Schweizer Hitparade)           | 2               |